# 上杉千郷
上杉 千郷（うえすぎ ちさと、1923年4月3日 - 2010年6月30日）は、日本の狛犬研究家、神職。学校法人皇學館常任顧問。

## 略歴
岐阜県吉城郡古川町（現・飛騨市）の神社社家19代目に生まれる。神宮皇學館大學付属専門部在学中に学徒出陣、第一期海軍飛行専修予備生徒となり海軍少尉任官、沖縄戦に参加する。1944年9月に神宮皇學館大學付属専門部、1950年3月に國學院大學文学部を卒業。
1952年4月に総理府事務官となり、その後、法務大臣秘書官、郵政大臣秘書官を経て、全国神社総代会参事、全国神社会館館長、岐阜県神社庁副庁長（1971年3月）、鎮西大社諏訪神社宮司（1982年4月）、世界連邦日本宗教委員会議長（1995年4月）、長崎県神社庁長（1998年7月）、世界宗教者平和会議日本委員会評議員（1999年4月）を歴任。2001年8月から2008年8月まで学校法人皇學館理事長を務めた後、常任顧問に就任。
2003年、中国社会科学院日本研究所顧問兼研究員となる。2010年（平成22年）6月30日、87歳で他界。
教育研究者の上杉千年は弟。

## 賞罰
- 1975年6月 - 紺綬褒章受章[1]
- 1995年12月 - 長崎新聞文化章受章[1]
- 2002年5月 - 『狛犬事典』の研究成果に対し、神道文化会より表彰[1]

## 著書

### 単著
- 『茶道の中の神道』（鎮西大社諏訪神社、1992）
- 『狛犬事典』（戎光祥出版、2001）
- 『上杉千郷狛犬論考集』(2002)
- 『神基習合にみる神道の多様性』(2002)
- 『学生日記 : 学徒出陣前の学生生活』(2006)
- 『日本全国獅子・狛犬ものがたり』（戎光祥出版、2008）
- 『飛騨神主の笏紙』(2008)
- 『海軍日誌 : 学徒出陣学生』（皇學館大学出版部、2009）
- 『神主学徒出陣残懐録』（神社新報社、2010）

### 編著
- 『玉園山』（鎮西大社諏訪神社、1988）
- 『諏訪の月』（鎮西大社諏訪神社、1992）
- 『下呂温泉合掌村狛犬博物館図録』（狛犬博物館、1993）
- 『偏向原爆展示をただす！！ : 長崎の原爆展示をただす市民の会奮闘記』（長崎の原爆展示をただす市民の会、2001）

### 講演録
- 『獅子・狛犬の源流を訪ねて』（皇學館大学講演叢書第112輯）（皇學館出版部、2004）
- 『日本のこころ』（三重県護国神社奉賛会、2005）
- 『日本文化と神道』（皇學館大学出版部、2008）